# 工藤精一 (地質学者)
工藤 精一（くどう せいいち、1855年3月 - 1906年12月）は、明治時代の教育者、化学者、地質学者。開拓使派遣留学生として米国留学し、帰国後に札幌農学校（現・北海道大学）教授（助教）、立教大学校（現・立教大学）教授、専修学校（現・専修大学）教授を務めた。札幌農学校教員時代には、演武場（現・札幌市時計台）の時計保守も担い、運用を開始した。開拓使官員、陸軍通訳官も務めたほか、英語学習書を出版するなど、明治期の英語教育の発展に尽くした。別名、精一郎。

## 人物・経歴
東京生まれ。1872年3月26日（旧暦明治5年2月18日）、17歳の時、開拓使派遣留学生として横浜港から飛脚船「アメリカ号」で米国サンフランシスコへ向けて出航。
ニュージャージー大学（現・プリンストン大学）に入学した折田彦市と入れ替わるように、1872年からミルストンの牧師館に住み、コーウィンの指導を受ける。
コーウィンは、日本的な学識・学力は十分だが、英語力が不足する留学生を牧師館に住まわせて教育し、富田鐵之助をビジネス・カレッジに、折田をニュージャージー・カレッジに、工藤をラトガース・カレッジに進学させるだけの英語力・欧米の知識等を身につけさせた。
工藤は、後にオランダ改革派教会で洗礼を受けた。また、聖職者になりたい希望を明らかにするが諦めた。
1873年（明治6年）12月25日には、留学生への帰国決定がなされ、それに伴い開拓史留学生のほとんどが1874年3月までに帰国することになるが、永井繁、津田梅子、山川捨松の3名の女子留学生以外では、既に私費留学扱いであった新島七五三太（新島襄）のほか、山川健次郎、二木彦七ととともに、私費に転じて留学を継続する。
1878年（明治6年）、ラトガース大学を卒業（B.A.）。工藤は渡米当時は英語を話せなかったが、大学卒業時には成績順位一桁（9番以内の成績）で卒業するまでになっていた。また、ラトガース大学時代は田尻稲次郎と親交があった。ラトガース大学にも創設されていた学術団体であるファイ・ベータ・カッパ（PBK）の会員でもあった。このPKBは、1776年のアメリカ独立とともにウィリアム・アンド・メアリー大学で創設され、その後各地の大学に支部が組織されていったが、ラトガース大学のPKBは、後に来日して日本の教育制度の整備に貢献したダビッド・モルレーが1869年2月に設立し、初代会長を務め、副会長はウィリアム・グリフィスが務めた。2代目会長はジョージ・ハメル・クック教授、3代目はキャンベル（William Henry Campbell）学長、4代目はクーパー（Jacob Cooper）教授が就任している。
1879年3月に帰国し、翌年1880年5月に、札幌農学校（現・北海道大学）の教員（地質学）に就任。同校では地質学のほか、化学、天文学、歴史、英語も教えた。
1881年（明治14年）、札幌農学校の演武場（現・札幌市時計台）に農学校の観象台で天文観測を行っていた米人教師ピーポデーの協力により塔時計が設置されるが、運転開始の準備として時計の保守や時間調整を行っていたピーポデーが完成前に帰国したため、地質学の教員であった工藤が保守運用を引き継いだ。工藤は同年8月12日の塔時計運転開始報告を書いている。
1883年3月には、橘協、豊原百太郎、大島正健、南鷹次郎、内田瀞、山崎益、宮部金吾らとともに、同校助教に就任。着任年齢は豊原の35歳を除けば、皆20歳代という若さであった（1名は年齢は不明）。2か月後の同年5月には助教を辞任している。
その後、上京して、立教大学校（1883年設立、現・立教大学）の教授となり、阪本安則とともに数学を教えた。この時の教え子に根岸由太郎（後の立教大学教授）や、大倉本澄（東京英語専修学校〈立教大学の前身校〉創設者、第六高等学校,甲南高等学校教授）がいる。立教大学校の教員は訳読と数学を除き、全員が外国人教員であった。
1885年には、英語初学者や英語を晩学独習する人向けの英語学習書として『英語訓蒙』を出版するなど、明治期の日本の英語教育の発展に寄与した。
また、親交のあった田尻稲次郎が設立した専修学校（現・専修大学）でも教えた。
1901年（明治34年）陸軍の通訳官に任命され、北京や天津の駐屯軍司令部に派遣されていたが、1906年（明治39年）12月に脳充血を患い、赤十字社病院にて死去した。

## 主な著作
- 『英語訓蒙』 工藤精一  1885年（明治18年）10月
- フィリップ・V・スミス著『英国制度沿革史』 工藤精一 訳、山成哲造 校訂、元老院 1887年（明治20年）12月
- 『英詩和訳』 工藤精一 校閲、越山玉坡（越山平三郎） 訳述、東京博文館 1894年（明治27年）1月18日